# Die Riesin in dem Steinboote
Die Riesin in dem Steinboote (isländisch: Skessan á steinnökkvanum) ist ein isländisches Märchen (AaTh 403A).

## Handlung
Ein Königssohn namens Sigurd reist ins Ausland, um um eine schöne Königstochter zu freien. Die Hochzeit findet statt, jedoch ist der Vater seiner Braut schon sehr kränklich, sodass Sigurd in dessen Reich verbleiben muss, um sich mit ihm die Regierung zu teilen. Nach einer Weile wird ihm und seiner geliebten Gemahlin ein Sohn geboren und als dieser zwei Jahre alt ist, bekommt Sigurd die Kunde, dass sein Vater gestorben ist, also rüstet er sich für die Reise und segelt samt Frau und Kind heim. Als während der Fahrt Windstille eintritt, legt sich die Schiffsbesatzung unter Deck schlafen und nachdem auch Sigurd ihnen gefolgt ist, befindet sich nur noch die Königin mit ihrem Sohn an Deck. Da bemerkt sie etwas Schwarzes auf der See, das sich dem Schiff nähert, und sie erkennt, dass es ein Steinboot ist, das von einer abscheulichen Riesin gerudert wird. Diese legt an, nimmt der erstarrten Königin das Kind und die Kleider weg, sodass diese nur noch ein leinenes Unterkleid anbehält, und legt sich die königlichen Gewänder an, woraufhin sie sich in die Königin verwandelt. Diese selbst aber setzt sie in das Steinboot, das sie mittels eines Zauberspruchs zu ihrem Bruder in die Unterwelt schickt. Das Kind fängt daraufhin an zu weinen, doch weder die garstige Königin noch Sigurd können es beruhigen. Erst als sie in seiner Heimat anlangen, wo Sigurd der Königsname gegeben wird und er dem Kind eine Pflegerin zuteilt, hört es auf zu schreien. Der Königin aber wird seitdem ein schlimmer Charakter nachgesagt.
Einmal belauschen zwei junge Männer die sich allein in ihrem Zimmer befindende Königin dabei, wie sie sich durch starkes Gähnen in eine Riesin verwandelt. Sogleich steigt aus dem Boden ein dreiköpfiger Riese, der sie als seine Schwester begrüßt und ihr einen Trog voll Fleisch überreicht, das sie gierig verschlingt. Danach verschwindet der dreiköpfige Riese wieder in die Unterwelt und die Riesin verwandelt sich wieder in die Königin. Die jungen Männer wundern sich darüber sehr, sagen aus Angst aber kein Wort davon. Derweil öffnet sich auch bei der Pflegerin des Königskindes der Boden und eine wunderschöne, aber an eine Kette gebundene Frau erscheint. Sie nimmt das Kind in die Arme, liebkost es und gibt es der Pflegerin vor ihrem Verschwinden wieder zurück. Erschreckt erzählt auch die Pflegerin nichts davon, doch als sich der Vorgang am nächsten Tag wiederholt und die weiße Frau traurig sagt: „Zweimal ist’s vorüber, nur noch ein Mal!“, sucht die Pflegerin den König auf, um ihm davon zu berichten. Als die fremde Frau zum dritten Mal auftaucht, erwartet der König sie schon und erkennt in ihr seine Königin. Im Nu schlägt er ihre Kette durch, woraufhin es unter der Erde so gewaltig zu dröhnen und zu donnern beginnt, dass für eine Weile die gesamte Königsburg erschüttert wird.
Voller Freude, sich wiedergefunden zu haben, umarmen sich König und Königin dann und sie erzählt ihm, was ihr zugestoßen war, auch, dass sie durch das Steinboot zu einem dreiköpfigen Riesen gebracht wurde, der sogleich mit ihr schlafen wollte und sie einsperrte, da sie sich verweigerte. Sie willigte dann ein, ihm ihre Gunst zu schenken, wenn sie ihr Kind noch drei Mal an aufeinanderfolgenden Tagen sehen dürfe, womit er einverstanden war, sie aber mit einer Kette an sich band. Das gewaltige Dröhnen und Donnern, so erzählt sie weiter, kam wahrscheinlich daher, dass als die Kette zerschlagen wurde, er hinfiel, sich den Kopf zerschlug und daraufhin im Todeskampfe lag. Sogleich lässt der König die falsche Königin, die Riesin, steinigen und ihren Leichnam von Pferden zerreißen. An der wahren Königin aber finden nun alle Gefallen.

## Hintergrund
Das Märchen stammt aus Josef Calasanz Poestions Werk Isländische Märchen – Aus den Originalquellen übertragen (Wien 1884, Nr. 35) und erhielt im Deutschen den Titel Die Riesin in dem Steinboote. Jón Árnason veröffentlichte es in seinem Werk Íslenzkar Pyóðsögur og Ævintýri. Ný útgáfa. (Reykjavík 1954–1961) auf den Seiten 408–411. Seine der von Poestion sehr ähnliche Version, in der die Königin durch ein Trollweib ersetzt wird, stammt von einer eigenen Mitschrift, die den Vermerk enthält, dass sie in Reykjavík aufgezeichnet wurde. Im Deutschen trägt sie den Titel Die Riesin im Steinboot. Selbiger Titel wurde auch für eine kürzere Version von Adeline Rittershaus vergeben, die in ihrem Werk Die neuisländischen Volksmärchen. Ein Beitrag zur vergleichenden Märchenforschung (Halle 1902, Nr. 44) zu finden ist.